# Jelena Glišić

Jelena Glišić bivša je Miss Universe Hrvatske i televizijska voditeljica
Potječe iz Plaškog. Osvojila je titulu Miss Universe Hrvatske, 2005. godine, kada je imala 18 godina.
Prvotno je studirala na Pravnom fakultetu, koji je kasnije napustila i upisala studij na Visokom učilištu EFFECTUS, gdje je završila dva smjera: menadžment financija i upravljanje ljudskim potencijalima.
Televizijsku karijeru započela je kao loto djevojka. Kasnije je bila voditeljica emisija: „Klub 7”, „AutoMarket” i „Loto”, čije je zaštitno lice već desetak godina. Također vodi brojne festivale i događaje, uključujući Splitski festival, koji je vodila četiri puta, Porin, Zlatni studio te glazbeno natjecanje Dora.
Jelena Glišić bila je u braku s lošinjskim poduzetnikom Krešimirom Lešićem sedam godina. Nakon razvoda, odlučila je vratiti svoje djevojačko prezime.